# 나카지마 조
나카지마 조(일본어: 中嶋 譲, 1980년 7월 3일 ~ )는 일본의 전 축구 선수이다.

## 구단 경력
과거 가시마 앤틀러스에서 활동하였다.